# Malé Straciny
Malé Straciny (in ungherese Kishalom) è un comune della Slovacchia facente parte del distretto di Veľký Krtíš, nella regione di Banská Bystrica.